# بوب دافنبورت
بوب دافنبورت (بالإنجليزية: Bob Davenport)‏ هو لاعب كرة قدم أمريكية أمريكي، ولد في 30 أبريل 1933.